# Ixhuacán de los Reyes
Ixhuacán de los Reyes är en kommunhuvudort i Mexiko.   Den ligger i kommunen Ixhuacán de los Reyes och delstaten Veracruz, i den sydöstra delen av landet, 210 km öster om huvudstaden Mexico City. Ixhuacán de los Reyes ligger 1 806 meter över havet och antalet invånare är 9 933.
Terrängen runt Ixhuacán de los Reyes är kuperad åt nordväst, men åt sydost är den bergig. Runt Ixhuacán de los Reyes är det ganska tätbefolkat, med 166 invånare per kvadratkilometer. Närmaste större samhälle är Coatepec, 19,6 km nordost om Ixhuacán de los Reyes. Omgivningarna runt Ixhuacán de los Reyes är en mosaik av jordbruksmark och naturlig växtlighet.